# Stichaeopsis nana
Stichaeopsis nana és una espècie de peix de la família dels estiquèids i de l'ordre dels perciformes.

## Descripció
- Fa 25 cm de llargària màxima.,[7] encara que la seua mida normal és d'11,5.[8][9]

## Hàbitat i distribució geogràfica
És un peix marí, demersal (fins als 90 m de fondària, normalment fins als 10) i de clima temperat, el qual viu al Pacífic nord-occidental: des de la prefectura d'Aomori (el Japó) fins al sud de les illes Kurils i el nord del mar del Japó, incloent-hi el mar d'Okhotsk al nord de l'illa de Sakhalín.

## Observacions
És inofensiu per als humans.